# Fetbladsväxter
Fetbladsväxter (Crassulaceae) är en familj bland trikolpaterna av kärlväxterna. 
Fetbladsväxterna är suckulenter och karakteriseras av sina tjocka köttiga blad eller stjälkar som mycket effektivt lagrar vatten. Familjen innefattar både örter och halvbuskar, totalt finns det runt 1300 arter fetbladsväxter. I regel kan fetbladsväxterna klara sig mycket längre utan vatten än andra växter, och de kan därmed växa på ställen som regelbundet torkar ut helt och hållet; exempelvis skrevor i berghällar längs kusten osv. Exempel på fetbladsväxter är kärleksört, taklök, fyrling och rosenrot. Fetbladsväxter i allmänhet bör inte förväxlas med släktet fetblad (Phedimus), som ingår i familjen fetbladsväxter. Kaktusar ingår ej i familjen fetbladsväxter utan bildar en egen familj, Cactaceae.